# لیندزی مارشال
لیندزی مارشال (به انگلیسی: Lyndsey Marshal) (زاده ۱۶ ژوئن ۱۹۷۸) بازیگر انگلیسی است.
از فیلم‌های معروف او می‌توان به بازی در فیلم آخرت و تعدی بر ما اشاره کرد.